# Elsa Thorén
Sigrid Elsa Margareta Thorén, född 25 maj 1893 i Ljungskile, Ljungs socken, Göteborgs och Bohus län, död 19 november 1982 i Göteborg, var en svensk folkskollärare, målare, tecknare och skulptör.
Hon var dotter till folkskolläraren Emanuel Thorén och Emma Mathilda Wiberg. Efter folkskollärarexamen arbetade hon som lärare i Långedrag 1914–1916 och i Göteborg 1916–1938. Hon studerade konst för Birger Simonsson, Tor Bjurström och Sigfrid Ullman vid Valands målarskola samt genom självstudier under resor till Spanien, Frankrike och England. Separat ställde hon ut några gånger i Göteborg och tillsammans med Sten Teodorsson ställde hon ut i Henån på Orust. Hon medverkade i samlingsutställningar arrangerade av Göteborgs konstnärsklubb och var representerad i utställningen aspekt 61 som visades på Liljevalchs konsthall i Stockholm. Hennes konst består av de flesta motivområden inklusive abstrakta kompositioner utförda i olja, pastell, akvarell, gouache, träsnitt och teckningar, som skulptör arbetade hon med lera och trä.